# Kayoa
Kayoa (indonesiano: Pulau Urimatiti) è l'isola principale di un gruppo omonimo di isole situato ad ovest dell'isola di Halmahera e a circa 48 km a sud dell'isola di Makian, in Indonesia.

## Geografia
L'isola principale di Kayoa, lunga circa 16 km, è prevalentemente pianeggiante con la cima più alta di 422 metri del vulcano inattivo Tigalalu. La seconda isola, Pulau Laluin, è situata a sud dell'isola principale. L'arcipelago comprende inoltre piccoli isolotti e scogli, tra i quali Pulau Miskin e Pulau Djire. Le acque costiere sono relativamente profonde.
Il clima è tropicale umido, l'isola più grande è attraversata dall'equatore. La maggior parte del territorio è ricoperto di piantagioni di palme da cocco. L'isola fu visitata tra il 1858 e 1860 dal naturalista britannico Alfred Russel Wallace.